# Joseph Nicolas Jouy
Pour les articles homonymes, voir Jouy.
Joseph Nicolas Jouy, né le 11 septembre 1809 à Paris où il est mort le 9 avril 1881, est un peintre français.

## Biographie
Joseph Nicolas Jouy est le fils d'Antoine Pierre Dominique Jouy, imprimeur en taille douce, et de Marie Elisabeth Duponchel.
Élève de Devéria, Lethière, et Ingres, il expose au Salon de 1827 à 1880.
Peintre d'histoire et de portrait, il obtient une médaille de troisième classe en 1834, une de deuxième classe en 1835 et une de première classe en 1839.
En 1840, il épouse Joséphine Dina Ladrière.
Il meurt à son domicile de la rue Lepic à l'âge de 71 ans.